# Palacio de Barro
El palacio de Barro fue un edificio en Porto Alegre que sirvió como sede del gobierno de Río Grande del Sur, Brasil, desde 1789 a 1896. Su construcción comenzó en 1773, por orden de José Marcelino de Figueiredo, gobernador de la capitanía de Río Grande de San Pedro. El proyecto fue obra del capitán de ingeniería Alexandre Montanha y se culminó en 1789. 
Fue demolido en 1896 por considerarse que su estado y sus instalaciones ya no eran adecuados para sus funciones. La sede de la asamblea provincial,  Forte Apache, lo sustituyó hasta 1921. A partir de ese año la sede del gobierno del estado de Río Grande del Sur es el palacio Piratini.

## Historia
El administrador colonial portugués José Marcelino de Figueiredo asumió la comandancia de la capitanía de Río Grande de San Pedro el 23 de abril de 1769, y propuso trasladar la capital de la capitanía de Viamão a Porto dos Casais, en la zona donde se originaría la ciudad de Porto Alegre. En 1771 el virrey Luis de Almeida Silva Mascarenhas autorizó el cambio y Figueiredo encargó la urbanización de la nueva capital a su sucesor, el teniente coronel António da Veiga de Andrade. 

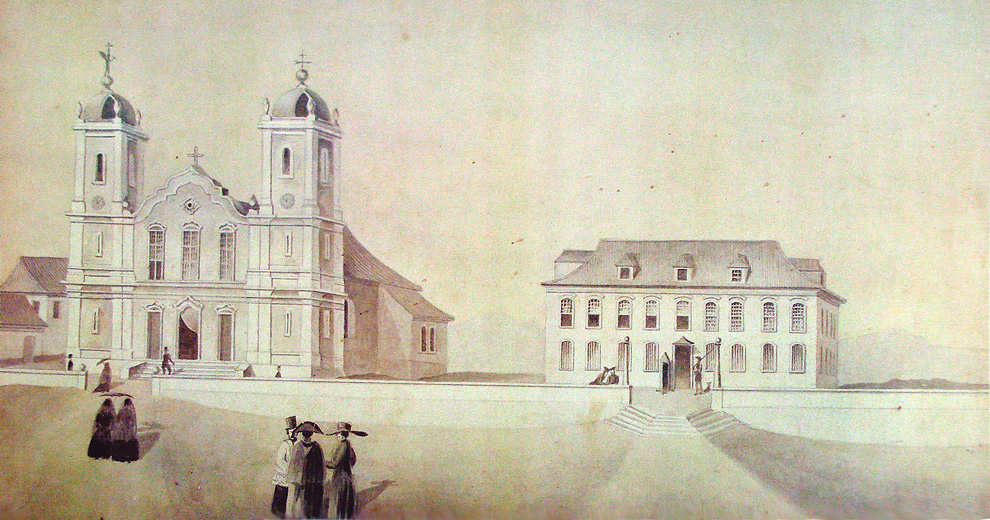
El antiguo palacio de Barro, junto a la iglesia da Matriz, Porto Alegre. Acuarela de Herrmann Wendroth, c. 1852.

Figueiredo asumió el cargo el 5 de abril de 1773, y el 24 de julio del mismo año se estableció en Porto dos Casais, fecha en la que esta localidad pasó a ser la nueva capital. De inmediato ordenó la construcción de una sede para el gobierno de la capitanía y encargó el proyecto al capitán de ingeniería Alexandre José Montanha. El nuevo edificio se construyó en la plaza da Matriz y fue concluido y ocupado en 1789, con el nombre de palacio de Barro.
Cuando en 1845 finalizó la guerra de los Farrapos el palacio de Barro se encontraba muy deteriorado y ya no se adecuaba a las funciones para las que fuera construido. El presidente provincial Soares de Andrea encargó al arquitecto Phillip von Normann un nuevo proyecto de sede pero este no llegó a ser ejecutado. En 1889, poco antes de ser proclamada la república se encargó otro proyecto, pero la inestabilidad social y política en Brasil a partir del fin del imperio también impidió concretarlo.
En 1894 el presidente estatal Júlio de Castilhos encargó un nuevo proyecto al arquitecto de la secretaría de Obras Públicas, Affonso Hebert. En 1896 se ordenó la demolición del palacio de Barro, que sirvió como sede de gobierno durante 107 años, y el 27 de octubre se colocó la piedra fundamental de una nueva sede. El gobierno de la entonces provincia de Río Grande del Sur se trasladó a la sede de la asamblea provincial, un palacio conocido como Forte Apache y ubicado en la misma plaza da Matriz. Desde 2002 este edificio es llamado Palacio del Ministerio Público.
Recién en 1921, con Borges de Medeiros como presidente estatal, pudo ocuparse la nueva sede, el palacio Piratini. Pero solo pudo hacerse en forma parcial y sin inauguración oficial, ya que todavía quedaban obras sin concluir. Getúlio Vargas, sucesor de Borges de Medeiros a partir de 1928 y futuro presidente de Brasil, fue el primer gobernante de Río Grande del Sur que residió en la nueva sede.